# Бразилски розов птицеяд
Бразилски розов птицеяд (Lasiodora parahybana) е вид паяк от семейство Тарантула.
Видът е открит за пръв път през 1917 г. в покрайнините на градчето Кампина Гранде в бразилския щат Параиба. Той е ендемичен вид, който се среща само в този щат. Днес той е известен вид отглеждан в терариуми.
Бразилският розов птицеяд е един от най-големите паяци в света. Женските екземпляри достигат до 100 грама и размер 19 - 25 cm. Излюпват се над 2000 паячета от пашкул. Растат много бързо и за около две години достигат полова зрялост. Хранят се с насекоми основно щурци и много рядко малки гущери и мишки.
Не са много агресивни към хората. При опасност отделя защитни косъмчета. Поради тази причина не се препоръчва да се държи в близост до очите. При някои хора с по-чувствителна кожа косъмчетата могат да предизвикат алергична реакция.